# Karahasanlar, Eskipazar
Karahasanlar là một xã thuộc huyện Eskipazar, tỉnh Karabük, Thổ Nhĩ Kỳ. Dân số thời điểm năm 2010 là 138 người.